# James Planché
James Robinson Planché (Piccadilly, Inglaterra, 27 de febrero de 1796 – Chelsea, 30 de mayo de 1880) fue un dramaturgo, anticuario y oficial de armas británico. A lo largo de aproximadamente 60 años, escribió, adaptó o colaboró en 176 obras de teatro en una amplia variedad de géneros, incluyendo extravaganza, farsa, comedia, burletta, melodrama y ópera. Planché fue responsable de introducir trajes históricamente precisos en el teatro británico del siglo XIX, y posteriormente se convirtió en un reconocido experto en vestuario histórico, publicando varias obras sobre el tema.
El interés de Planché por el vestuario histórico lo llevó a otras investigaciones de carácter anticuarios, incluyendo la heráldica y la genealogía. Fue elegido miembro de la Sociedad de Anticuarios en 1829 y tuvo una influencia significativa en la fundación de la Asociación Arqueológica Británica en 1843. Nombrado Rouge Croix Pursuivant en 1854 y ascendido a Somerset Herald en 1866, Planché asumió deberes heráldicos y ceremoniales como miembro del Colegio de Armas. Estos incluyeron proclamar la paz al final de la Guerra de Crimea e invertir a monarcas extranjeros con la Orden de la Jarretera.

## Biografía
James Robinson Planché nació en Old Burlington St, Piccadilly, Londres en 1796, hijo de Jacques Planché y Catherine Emily Planché. Sus padres eran primos hermanos y descendientes de refugiados hugonotes que huyeron a Inglaterra en 1685 tras la revocación del Edicto de Nantes. Jacques Planché era un relojero moderadamente próspero, oficio que había aprendido en Ginebra, y tenía conocimiento personal del rey Jorge III. Su apellido se pronunciaba «plank» o «planky» al principio de su vida, pero posteriormente añadió, o más bien reinsertó, el acento a su nombre, restaurando la pronunciación francesa. Sin embargo, después de hacer esto, los editores a veces se burlaban de Planché escribiendo que una obra particular de «Mr. Plank» era «de madera».
Planché fue educado en casa hasta los ocho años por su madre, quien había escrito un tratado sobre educación. No continuó su educación en casa, ya que su madre enfermó y murió cuando Planché tenía nueve años. Luego fue enviado a un internado donde, en sus palabras: «Me desaprendieron, y olvidé el francés que hablaba fluidamente de niño». En 1808 fue aprendiz de un pintor paisajista francés, Monsieur de Court, donde estudió perspectiva y geometría, lo cual le ayudaría más tarde en sus esfuerzos teatrales. Sin embargo, este aprendizaje se interrumpió por la muerte de Court dos años después. Planché fue entonces aprendiz de un librero, con la esperanza de que esto también le diera la oportunidad de vender algunos de sus propios escritos. Fue en esta etapa donde Planché consideró que comenzaron a desarrollarse sus «propensiones teatrales».
Durante este periodo se unió a una compañía de teatro amateur, en la cual actuaba y escribía obras. El manuscrito de una de estas primeras obras, Amoroso, King of Little Britain, fue visto por casualidad por el actor cómico John Pritt Harley, quien, reconociendo su potencial, facilitó (y actuó en) su representación en el Teatro Drury Lane. Su recepción favorable lanzó a Planché en su carrera teatral.

## Matrimonio y familia
El 26 de abril de 1821, Planché se casó con Elizabeth St George, una dramaturga. Ella escribió The Welsh Girl para el Olympic Theatre poco después de su apertura en 1831 y, alentada por su éxito, continuó escribiendo para el teatro. Entre sus obras más exitosas se encuentran A Handsome Husband y A Pleasant Neighbour, ambas en el Olympic, y The Sledge Driver y The Ransom, ambas producidas en el Teatro Haymarket. Al observar sus obras, se piensa que colaboraban, ya que él se destacaba en el «diálogo juguetón» y ella en las «escenas sentimentales y melodramáticas». Elizabeth Planché murió en 1846 tras una larga enfermedad. La pareja tuvo dos hijas, Katherine Frances, nacida en 1823, y Matilda Anne, nacida en 1825. Katherine se casó con William Curteis Whelan de Heronden Hall, Tenterden, Kent en 1851.
Matilda logró éxito como autora de libros para niños (usando el seudónimo Susie Sunbeam), comenzando en 1849 con A Trap to Catch a Sunbeam, que posteriormente tuvo 42 ediciones. Se casó con el reverendo Henry Mackarness en 1852 y con él tuvo once hijos, de los cuales cuatro no sobrevivieron a la infancia. Siguiendo el ejemplo de su padre en cuanto a la producción de escritos, Matilda Mackarness produjo un promedio de un libro al año hasta su muerte, la mayoría de ellos bajo su nombre de casada. La muerte de su esposo en 1868 la dejó con pocos medios para mantener a su familia, ya que los libros no generaban mucho ingreso. Ella y sus hijos se mudaron con su padre.

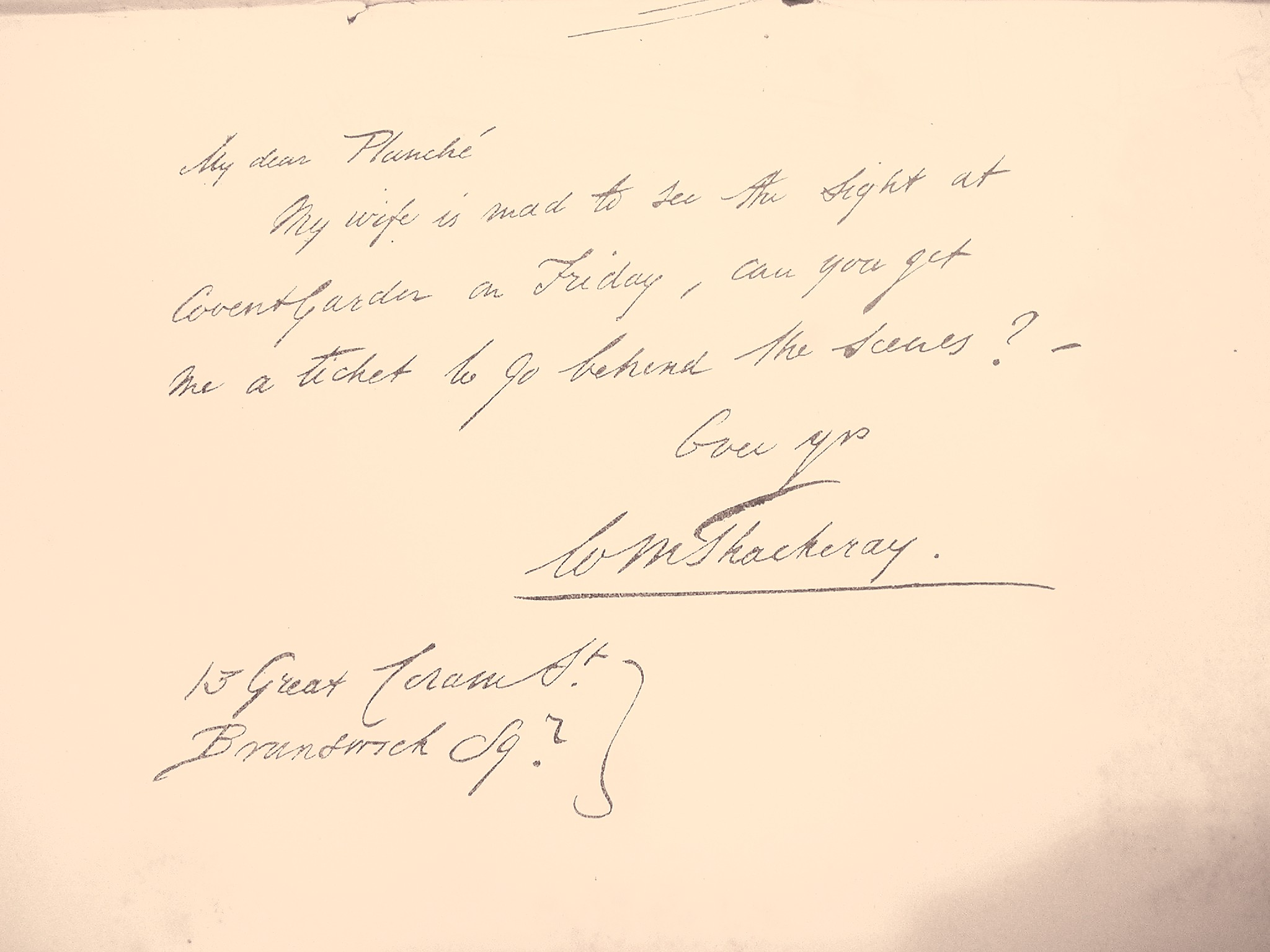
Una carta de William Makepeace Thackeray a Planché, pidiendo entradas para ir entre bastidores de una de sus obras de teatro.

## Vida
A pesar de su gran cantidad de obras exitosas, Planché nunca fue particularmente rico y sintió la presión de tener que mantener a sus nietos. Las circunstancias mejoraron cuando en 1871 se le otorgó una pensión de la lista civil de £100 anuales «en reconocimiento a sus servicios literarios». Planché murió en su casa en Chelsea el 30 de mayo de 1880 a los 84 años. Su patrimonio en el momento de su muerte era inferior a £1000.
Planché «disfrutaba enormemente de moverse en sociedad y conocer a personas célebres». Asistía regularmente a tertulias, desayunos y soirées donde «conoció y fue presentado a la mayoría de las personalidades de la época que vivían en Londres». En 1831 fue miembro fundador del Garrick Club. Su autobiografía contiene muchas anécdotas de sus conocidos en círculos teatrales y literarios. Planché también era muy estimado en su vida privada.

## Carrera teatral

### Primeros años de carrera y libretos

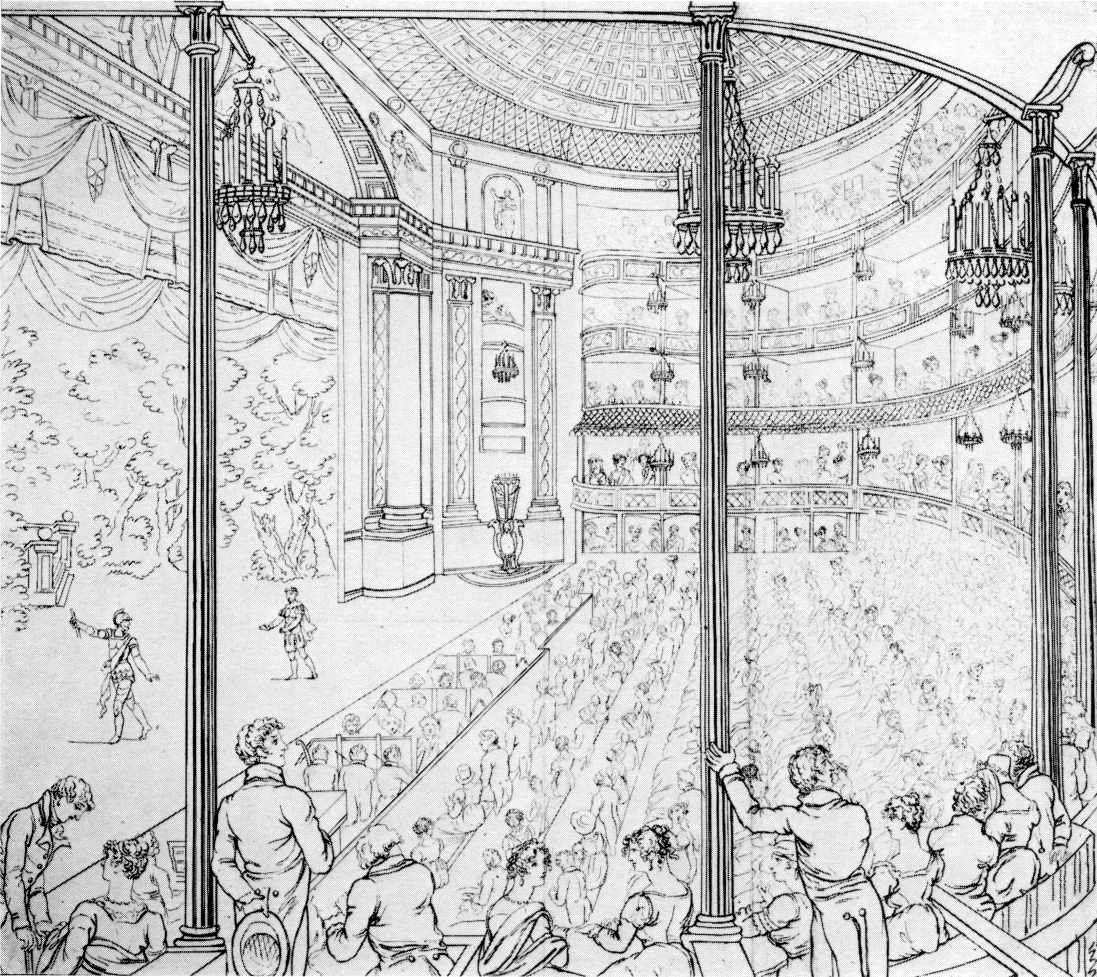
El Teatro Royal, Drury Lane, donde se representó la primera obra de Planché.

La carrera de Planché como dramaturgo comenzó, como se mencionó anteriormente, en 1818, cuando Amoroso, King of Little Britain, una obra que había escrito para una representación amateur en un teatro privado, fue vista por John Pritt Harley y posteriormente representada en Drury Lane. La obra fue un éxito y Harley, junto con Stephen Kemble y Robert William Elliston, animaron a Planché a dedicarse por completo a escribir obras de teatro. Planché así lo hizo; su siguiente obra en ser representada fue una pantomima en Navidad de ese mismo año. Seis de sus obras más fueron representadas en 1819, el mismo número en 1820, y once en 1821, la mayoría en el Teatro Adelphi, pero también algunas en el Lyceum, el Olympic y Sadler's Wells. Las primeras obras de Planché eran «generalmente poco destacables», una excepción en este periodo fue The Vampire, or, The Bride of the Isles, producida en el Lyceum en agosto de 1820, una adaptación de Le Vampire de Charles Nodier (una dramatización de la novela The Vampyre de John Polidori). La obra presentaba la innovadora «trampa de vampiros», una trampilla en el escenario que permitía a un actor desaparecer (o aparecer) casi instantáneamente. Kenilworth Castle, or, the Days of Queen Bess, producida el 8 de febrero de 1821, también fue muy exitosa. Planché escribió un total de 176 obras.
Planché ocupó el puesto de autor residente en el Adelphi por un corto período en 1821, antes de trasladarse a un puesto similar en el Teatro Royal, Covent Garden. En 1822 escribió el libreto (y parte de la música) para su primera ópera a gran escala, Maid Marian; or, the Huntress of Arlingford. En 1826 escribió el libreto para otra ópera, Oberon, or the Elf-King's Oath, la última obra del compositor Carl Maria von Weber, quien murió unos meses después de su finalización. Aunque esta ópera fue un éxito comercial y recibió una respuesta crítica favorable en ese momento, críticos posteriores no han apreciado el libreto de Planché.
En 1838, Planché iba a colaborar en una ópera con otro destacado compositor, Felix Mendelssohn. Mendelssohn originalmente aprobó la elección del tema de Planché, el asedio de Calais por parte de Eduardo III en la Guerra de los Cien Años, y respondió positivamente a los dos primeros actos del libreto. Pero, después de recibir el acto final, expresó dudas sobre el tema, pidió a Planché que comenzara a trabajar en un libreto completamente nuevo, y finalmente dejó de responder a las cartas de Planché. La ópera nunca llegó a producirse.

### Traje histórico, derechos de autor dramáticos,tableaux vivants

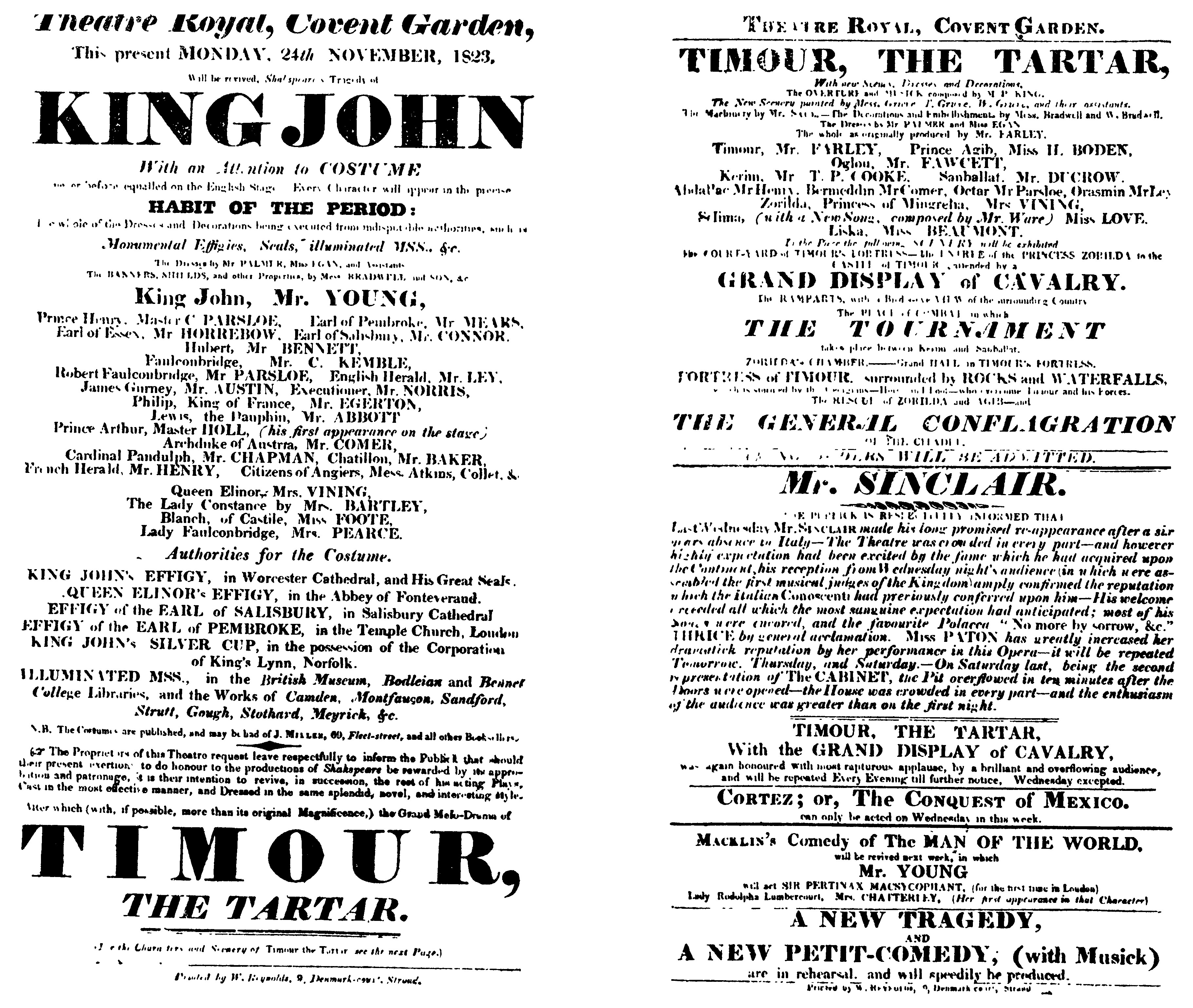
Un playbill para la producción de 1823 de King John en la que Planché introdujo trajes históricamente precisos.

En agosto de 1823, en un número de The Album, publicó un artículo diciendo que se debería prestar más atención al período de tiempo de las obras de Shakespeare, especialmente en lo que respecta a los trajes. Ese mismo año, una conversación casual llevó a uno de los efectos más duraderos de Planché en el teatro británico. Observó a Charles Kemble, el director de Covent Garden, que «mientras se derrochaban mil libras con frecuencia en una pantomima de Navidad o un espectáculo de Pascua, las obras de Shakespeare se ponían en escena con escenografía improvisada y, en el mejor de los casos, algún traje nuevo para los personajes principales». Kemble «vio la posible ventaja de los accesorios correctos captando el gusto del público», y aceptó darle a Planché el control del vestuario para la próxima producción de King John, si llevaba a cabo la investigación, diseñaba los trajes y supervisaba la producción. Planché tenía poca experiencia en esta área y buscó la ayuda de anticuarios como Francis Douce y Sir Samuel Meyrick. La investigación desencadenó los intereses latentes de Planché por la antigüedad; estos ocuparon cada vez más parte de su tiempo más adelante en la vida.
A pesar de las reservas de los actores, King John fue un éxito y condujo a una serie de producciones de Shakespeare con trajes similares por parte de Kemble y Planché (Henry IV, Parte I, As You Like It, Otelo, Cimbelino, Julio César). Los diseños e ilustraciones de King John, Henry IV, As You Like It, Otelo, Hamlet y El mercader de Venecia se publicaron, aunque no hay evidencia de que Hamlet y El mercader de Venecia se hayan producido alguna vez con los diseños de trajes históricamente precisos de Planché. Planché también escribió varias obras o adaptaciones que se representaron con trajes históricamente precisos (Cortez, La mujer nunca contrariada, La boda del mercader, Carlos XII, Los partisanos, El jefe bandido y Hofer). Después de 1830, aunque todavía usaba trajes de época, ya no reclamaba precisión histórica para su trabajo en obras de teatro. Su trabajo en King John había provocado una «revolución en la práctica teatral del siglo XIX», que duró casi un siglo.
En 1828, Planché dejó Covent Garden y fue a trabajar para Stephen Price en Drury Lane. Su primera obra durante este período, Carlos XII, se estrenó en diciembre de ese año y fue un gran éxito. Antes de su publicación (lo que habría permitido que cualquier teatro la representara sin cargo), Planché recibió una consulta de Murray, el gerente del Teatro Royal, Edimburgo, que deseaba representar la pieza. Planché mencionó una «suma modesta» de £10 por el privilegio, que Murray dijo que no podía pagar, citando la mala situación financiera de su teatro. Pero adquirió una copia manuscrita de la obra y la representó sin permiso.
Esto llevó a Planché a comenzar una campaña para que se extendiera el derecho de autor a las obras dramáticas. Reunió a un grupo de dramaturgos (incluidos John Poole, James Kenney, Joseph Lunn y Richard Brinsley Peak) que persuadieron al escritor y miembro del Parlamento George Lamb para que presentara un proyecto de ley en el Parlamento; pero el proyecto de ley no superó su tercera lectura. En 1832, Edward Bulwer-Lytton, novelista y miembro del Parlamento, logró que se estableciera un comité selecto para considerar el derecho de autor dramático, así como la censura teatral y el monopolio de los teatros patentados en el drama. Planché dio testimonio ante el comité selecto; al año siguiente se aprobó la Ley de Derecho de Autor Dramático de 1833 (3 y 4 Will. 4. c. 15).

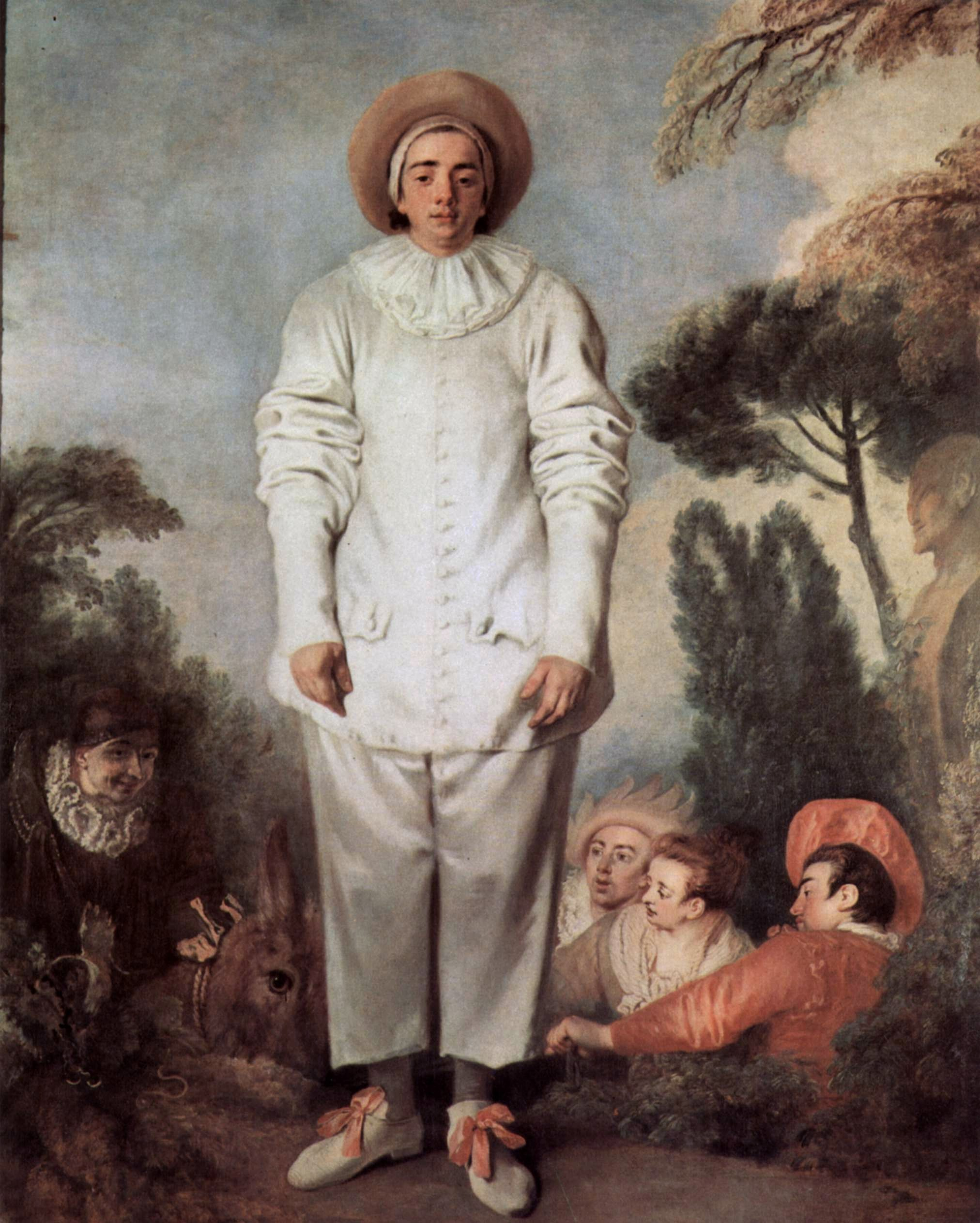
El cuadro Gilles de Watteau, en el que Planché se basó para el traje de Pierrot en Amor y fortuna

En la producción de su obra The Brigand, Planché creó tableaux vivants de tres pinturas recientes de Charles Eastlake: Un jefe brigante italiano reposando, La esposa de un jefe brigante observando el resultado de una batalla y El brigante moribundo. Esta característica fue un éxito y ampliamente imitada. Las pinturas inspiraron su trabajo en varias otras obras. Para The Golden Branch (1847) y Love and Fortune (1859), creó trajes basados en las pinturas de Watteau. La última obra, que llevaba el subtítulo Un Tableau Dramático (en Colores de Watteau), también incluía un tableau de Las Bodas de Pueblo de Watteau.

### Extravagancias y revistas
Después de un breve período como gerente interino del Teatro Adelphi, Planché se trasladó al Teatro Olympic cuando Lucia Vestris asumió la dirección en 1831. Proporcionó la primera obra que ella produjo, Olympic Revels, or, Prometheus and Pandora. Esto marcó el inicio de una relación profesional que duró más de dos décadas. Planché acompañó a Vestris y su esposo, Charles Mathews, cuando tomaron el control de Covent Garden en 1839, luego con ellos a Drury Lane en 1842. Desde 1843 pasó cuatro años en el Haymarket con Benjamin Webster, antes de regresar con Vestris y Matthews al Lyceum, donde permaneció hasta que dejó Londres en 1852. Durante su tiempo con Vestris, asumió los roles de «dramaturgo, libretista, asesor general y superintendente de los departamentos decorativos».

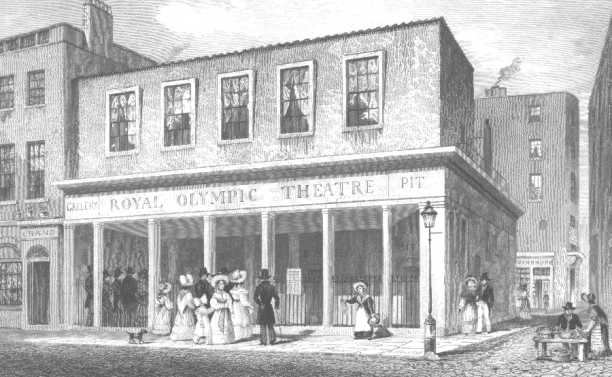
El Teatro Olímpico, para el que Planché escribió 30 obras entre 1819 y 1856.

Olympic Revels fue el primer ejemplo de Planché de «esa forma de travestismo que comúnmente se describe como 'clásica'—que trata sobre las características y aventuras de dioses y diosas, héroes y heroínas, de la mitología y fábula griegas y latinas», un género del cual más tarde se le atribuyó el origen. Planché utilizó el vestuario para efectos cómicos, no porque los trajes fueran cómicos, sino por la incongruencia de un vestuario histórico realista y las acciones de los actores. Por ejemplo, Olympic Revels comienza con los dioses del Olimpo vestidos con trajes griegos clásicos jugando al whist. Para 1836, estas parodias clásicas se habían vuelto tan populares que otros escritores las estaban copiando.
Sintiendo la necesidad de hacer algo diferente, Planché recurrió a una traducción de la féerie folie (francés: cuento de hadas) Riquet à la Houppe, que había escrito algunos años antes. La obra fue un éxito y se convirtió en la primera de 23 «extravaganzas de hadas», la mayoría basadas en los cuentos de hadas de Madame d'Aulnoy. La fascinación de Planché por su trabajo llevó a la prensa a referirse a él como el «preux chevalier» de Madame d'Aulnoy y epítetos similares. Planché acuñó el término «extravaganza», definiéndolo como «el tratamiento caprichoso de un tema poético».
En 1879, dos de sus amigos publicaron sus extravaganzas, junto con algunas de sus otras obras, como un conjunto de cinco volúmenes, titulado Las Extravaganzas de J. R. Planché, esq., (Somerset Herald) 1825–1871. Los cuentos de hadas no eran originalmente historias para niños, sino obras sofisticadas destinadas a un público adulto. El enfoque académico de Planché también se exhibió en esta área; «tradujo dos volúmenes de cuentos de hadas de Mme D'Aulnoy, Perrault y otros, que por primera vez se presentaron en su integridad con notas biográficas e históricas y disertaciones».
Tomando prestado de los franceses nuevamente, Planché introdujo la revista en el teatro británico, como un comentario sobre eventos recientes, especialmente eventos en el teatro. Su primera revista, Éxito; o, un éxito si te gusta, se produjo en 1825. Escribió otras siete en los próximos 30 años, con un máximo de cuatro en los años 1853–1855.
Como ejemplo del estilo de estas obras, Mr. Buckstone's Voyage Round the Globe (1854), que se presentó en el Teatro Haymarket, incluye las palabras:

«Al Oeste, al Oeste, a la tierra de la libertad» –
Lo que significa que los que resultan ser blancos –
«Donde un hombre es un hombre» - si su piel no es negra –
Si lo es, es un negro, para vender o aporrear...